# Massive Entertainment
Massive Entertainment é uma empresa de jogos eletrônicos fundada em 1997 em Malmo, na Suécia. A empresa é uma subsidiária da Ubisoft desde 2008. O estúdio é conhecido pelos jogos Tom Clancy's The Division e Tom Clancy's The Division 2, mas também, por estar a liderar o desenvolvimento de dois jogos licenciados de mundo aberto, os já demonstrados, Avatar: Frontiers of Pandora e Star Wars Outlaws.

## História
A Massive Entertainment foi fundada em 1997 por Martin Walfisz. Em junho de 2000, a Massive lançou o premiado título de estratégia de ação para PC Ground Control, publicado pela Sierra Studios. No mesmo ano, uma expansão foi lançada chamada Ground Control: Dark Conspiracy.
Em 2002, o estúdio foi adquirido pela Vivendi Universal Games por meio de sua subsidiária NDA Productions. Em outubro de 2007, eles lançaram o jogo World in Conflict, descrito como um desenvolvimento adicional da fórmula táticas em tempo real jogabilidade dos jogos de controle terrestre, mas ambientado na Terra durante uma história alternativa no final da Guerra Fria. O jogo foi lançado em 18 de setembro de 2007 e foi aclamado pela crítica, incluindo indicações para um dos melhores jogos de 2007. Foi seguido por uma expansão, World in Conflict: Soviet Assault. Em dezembro de 2007, o estúdio mudou-se para novos escritórios em Drottninggatan em Malmö, empregando 130 pessoas na época.

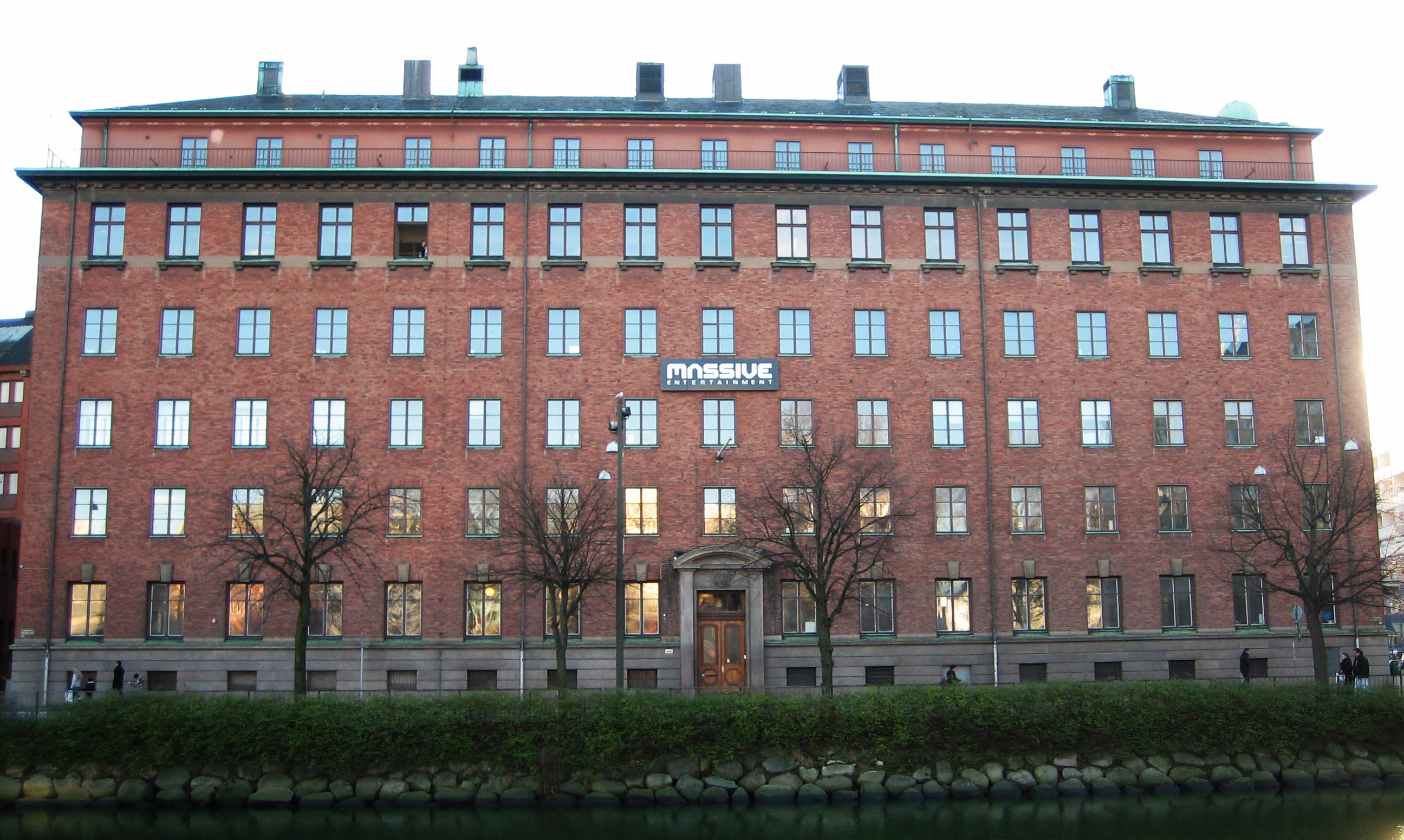
Antiga sede da Massive em Drottninggatan em Malmö (foto de 2008). Durante sua ocupação, de dezembro de 2007 a abril de 2020, o estúdio passou de 130 para mais de 650 funcionários.

Em 6 de agosto de 2008, Activision Blizzard colocou a Massive Entertainment à venda após a fusão da Activision e Vivendi Games e a subsequente reorganização interna. Em 10 de novembro de 2008, a Ubisoft adquiriu a Massive Entertainment. Em março de 2009, após a aquisição, o ex-CEO Martin Walfisz deixou a empresa.
Em dezembro de 2010, a Ubisoft confirmou que a Massive estaria trabalhando em um projeto Assassin's Creed.  Em 5 de maio de 2011, foi anunciado que a Massive Entertainment estava colaborando no desenvolvimento de Assassin's Creed: Revelations, desenvolvendo as sequências da jornada de Desmond no jogo, que foi lançado em novembro de 2011. A Massive também colaborou no desenvolvimento de Far Cry 3, que foi lançado em dezembro de 2012.
Na E3 2013 a Massive anunciou seu próximo jogo, Tom Clancy's The Division. O jogo foi lançado em 8 de março de 2016 e vendeu mais cópias nas primeiras 24 horas do que qualquer jogo na história da Ubisoft, a maior primeira semana para uma nova franquia de jogos, gerando $ 330 milhões nos primeiros cinco dias.
Em março de 2017, a Massive anunciou que seu próximo grande título seria baseado no Avatar de James Cameron. O jogo foi revelado na E3 2021 com o título Avatar: Frontiers of Pandora e tem lançamento previsto para 2021. Em abril de 2020, a Massive e seus mais de 650 funcionários mudaram-se dos escritórios em Drottninggatan para Kvarteret Eden, uma antiga fábrica têxtil no distrito de Möllevången de Malmö.
Em janeiro de 2021, a recém-reformada Lucasfilm Games anunciou que a Massive começou a trabalhar em um novo título de Star Wars de mundo aberto. Este seria o primeiro jogo Star Wars fora da Electronic Arts desde que eles adquiriram um contrato em maio de 2013 para produzir todos os títulos relacionados a Star Wars. Mais tarde, isso seria revelado como Star Wars Outlaws.

## Jogos
| Ano  | Título                                                    | Plataforma(s) | Plataforma(s) | Plataforma(s) | Plataforma(s) | Plataforma(s) | Plataforma(s) | Plataforma(s) | Plataforma(s) | Plataforma(s) | Plataforma(s) | Plataforma(s) |
| Ano  | Título                                                    | PS3           | PS4           | PS5           | Win           | X360          | XBO           | Series X/S    | Stadia        | Luna          | iOS           | Android       |
| ---- | --------------------------------------------------------- | ------------- | ------------- | ------------- | ------------- | ------------- | ------------- | ------------- | ------------- | ------------- | ------------- | ------------- |
| 2000 | Ground Control                                            | Não           | Não           | Não           | Sim           | Não           | Não           | Não           | Não           | Não           | Não           | Não           |
| 2000 | Ground Control: Dark Conspiracy                           | Não           | Não           | Não           | Sim           | Não           | Não           | Não           | Não           | Não           | Não           | Não           |
| 2004 | Ground Control II: Operation Exodus                       | Não           | Não           | Não           | Sim           | Não           | Não           | Não           | Não           | Não           | Não           | Não           |
| 2007 | World in Conflict                                         | Não           | Não           | Não           | Sim           | Não           | Não           | Não           | Não           | Não           | Não           | Não           |
| 2009 | World in Conflict: Soviet Assault                         | Não           | Não           | Não           | Sim           | Não           | Não           | Não           | Não           | Não           | Não           | Não           |
| 2011 | Assassin's Creed: Revelations (auxiliou Ubisoft Montreal) | Sim           | Sim           | Não           | Sim           | Sim           | Sim           | Não           | Não           | Não           | Não           | Não           |
| 2013 | Far Cry 3 (auxiliou Ubisoft Montreal)                     | Sim           | Sim           | Não           | Sim           | Sim           | Sim           | Não           | Não           | Não           | Não           | Não           |
| 2014 | Just Dance Now                                            | Não           | Não           | Não           | Não           | Não           | Não           | Não           | Não           | Não           | Sim           | Sim           |
| 2016 | Tom Clancy's The Division                                 | Não           | Sim           | Não           | Sim           | Não           | Sim           | Não           | Não           | Não           | Não           | Não           |
| 2019 | Tom Clancy's The Division 2                               | Não           | Sim           | Não           | Sim           | Não           | Sim           | Não           | Sim           | Não           | Não           | Não           |
| 2023 | Avatar: Frontiers of Pandora                              | Não           | Não           | Sim           | Sim           | Não           | Não           | Sim           | Não           | Sim           | Não           | Não           |
| 2024 | Star Wars Outlaws                                         | Não           | Não           | Sim           | Sim           | Não           | Não           | Sim           | Não           | Não           | Não           | Não           |